# Streets of New York (1993)
Streets of New York (Originaltitel: The Saint of Fort Washington) ist ein US-amerikanisches Filmdrama rund um die Situation zweier Obdachloser in New York City in den frühen 1990er Jahren, die von Matt Dillon und Danny Glover verkörpert werden. Premiere hatte der Film am 13. September 1993 in Kanada auf dem Toronto International Film Festival. In Deutschland erschien der Film am 2. November 1995 auf VHS und am 28. Mai 2004 auf DVD. Der deutsche Fernsehtitel ist Die Helden von Fort Washington.

## Handlung
Der Arbeitslose Matthew verliert durch einen illegalen Abriss seines Wohnhauses in Pelham Parkway in der Bronx sein Zuhause. Beim Gang zum Sozialamt trifft er auf eine überforderte Mutter, welche er bis zum nächstgelegenen Heim begleitet. Ihm wird jedoch untersagt dort zu bleiben, da es ein Familienheim ist. Matthew sieht sich nun dazu gezwungen, in einem Obdachlosenheim in Washington Heights zu übernachten, wo er auf den ebenfalls Obdachlosen Jerry trifft. Jerry ist ein Vietnam-Veteran und verlor im Zuge seiner Scheidung sein Haus sowie den Zugang zu seiner Familie, landete auf der Straße und wird nun der Weggefährte von Matthew. Dieser leidet seit jungen Jahren an Schizophrenie. Er denkt er sei ein Fotograf und fotografiert mit seiner Einwegkamera, selbst wenn kein Film drin ist. Im Obdachlosenheim treffen beide auf den ernannten Boss unter den Obdachlosen Little Leroy, der Matthew auf der Toilette überfallen will, jedoch eilt Jerry zur Hilfe und überwältigt ihn.
Matthew und Jerry flüchten aus Washington Heights und beschließen, nie wieder dorthin zurückzukehren. Sie finden ein Zuhause bei dem Obdachlosen Rosario und seiner schwangeren Frau. Jerry, der früher schon als Fensterputzer arbeitete, bringt Matthew nun die Grundlagen bei. Sie beschließen zusammenzuhalten und sich mit dem Ersparten eine Wohnung zu kaufen. Als beide von der Polizei aufgrund des kalten Wetters gezwungen werden in das Obdachlosenheim zurückzukehren, fürchten beide um ihr Leben. Matthew wird von Jerry einen Moment alleine gelassen, als Leroy Matthew alleine antrifft und diesen in einem Kampf mit dem Messer trifft und tötet. Der Film endet mit Jerrys Besuch an Matthews Sarg.

## Dramaturgie und Entstehung
Der Film bedient sich einfühlsamen Bildern rund um die Situation der Obdachlosen in der Millionenstadt New York. Thematisiert werden hier die Hoffnungslosigkeit, die Ausgrenzung und das harte Leben der Betroffenen. Aber auch ihre Träume und Wünsche unterstreicht der Film, die Hoffnung auf ein besseres Leben. Gefilmt wurde der Film komplett in New York City, ebenfalls unter Einbeziehung echter obdachloser Statisten.

## Rezeption
Der Film war an den Kinokassen in den USA weniger erfolgreich und spielte 57.115 Dollar ein.

## Soundtrack
Der Score stammt aus der Feder des Komponisten James Newton Howard, der durch Soundtracks wie Blood Diamond bekannt wurde.
Titelliste
1. Main Titles
2. Sewing Money
3. Rosario
4. Rainstorm
5. Matthew Takes a Picture
6. Back to the Shelter
7. Matthew’s Casket
8. End Titles

## Auszeichnungen
Stockholm International Film Festival 1993
- Bester Darsteller Matt Dillon

Toronto International Film Festival
- People’s Choice Award: 2. Platz

Chicago Film Critics Association Awards
- CFCA Award: Nominiert

## Trivia
- Um sich tiefer in seine Rolle hineinversetzen zu können, verkleidete sich Danny Glover als Obdachloser und begab sich in die Situationen denen diese ausgesetzt sind um die Gefühle sowie die Probleme von Obdachlosen besser nachvollziehen zu können.[3]

## Kritiken
„Neben den kleinen Mängeln, nimmt The Saint of Fort Washington sein Thema sehr ernst, in einer Weise, dass das Publikum traurig findet.“

„Wenn sie jemals ihr Fahrzeug an einer Kreuzung angehalten haben und sich Männer mit Abziehern genähert haben und anboten, die Scheiben zu putzen, werden sie sich womöglich gefragt haben, wer diese Menschen sind, woher sie kommen und wohin sie nachts gehen. Dieser Film weiß es.“

„Eine einfühlsam entwickelte, wirklichkeitsnahe Geschichte fern jeder spektakulären oder gar spekulativen Ereignisse. Um so aufmerksamer blickt er auf die Menschen und das deprimierende Milieu, wobei der Film auf bewegende Weise an die menschliche Würde appelliert.“